# Remchingen
Remchingen je město v zemském okrese Enz v Bádensku-Württembersku v Německu, asi 10 km severně od Karlsruhe.

## Demografie
Remchingen má více než 12 000 obyvatel. Počet obyvatel mírně roste.

## Partnerská města
- San Biagio Platani, Itálie
- Sisak, Chorvatsko